# Бутень запашний
Бутень запашний (Chaerophyllum aromaticum) — багаторічних рослина родини окружкових. Поширений у помірному кліматі Європи. Зустрічається по усій території України.

## Опис
Багаторічна трав'яниста рослина заввишки 50—150 см.
Стебло прямостояче, розгалужене, борозенчасте, в нижній частині густо запушене, у верхній — майже голе. Листки довгочерешкові, сіро-зелені, дво-, три-трійчастоскладні, кінцеві частки їх великі, довгасто-яйцеподібні, загострені, по краю зубчасті.
Квітки зібрані в 12—18-променеві зонтики. Пелюстки білі, обернено-серцеподібні, на верхівці глибоковиїмчасті.

## Галерея

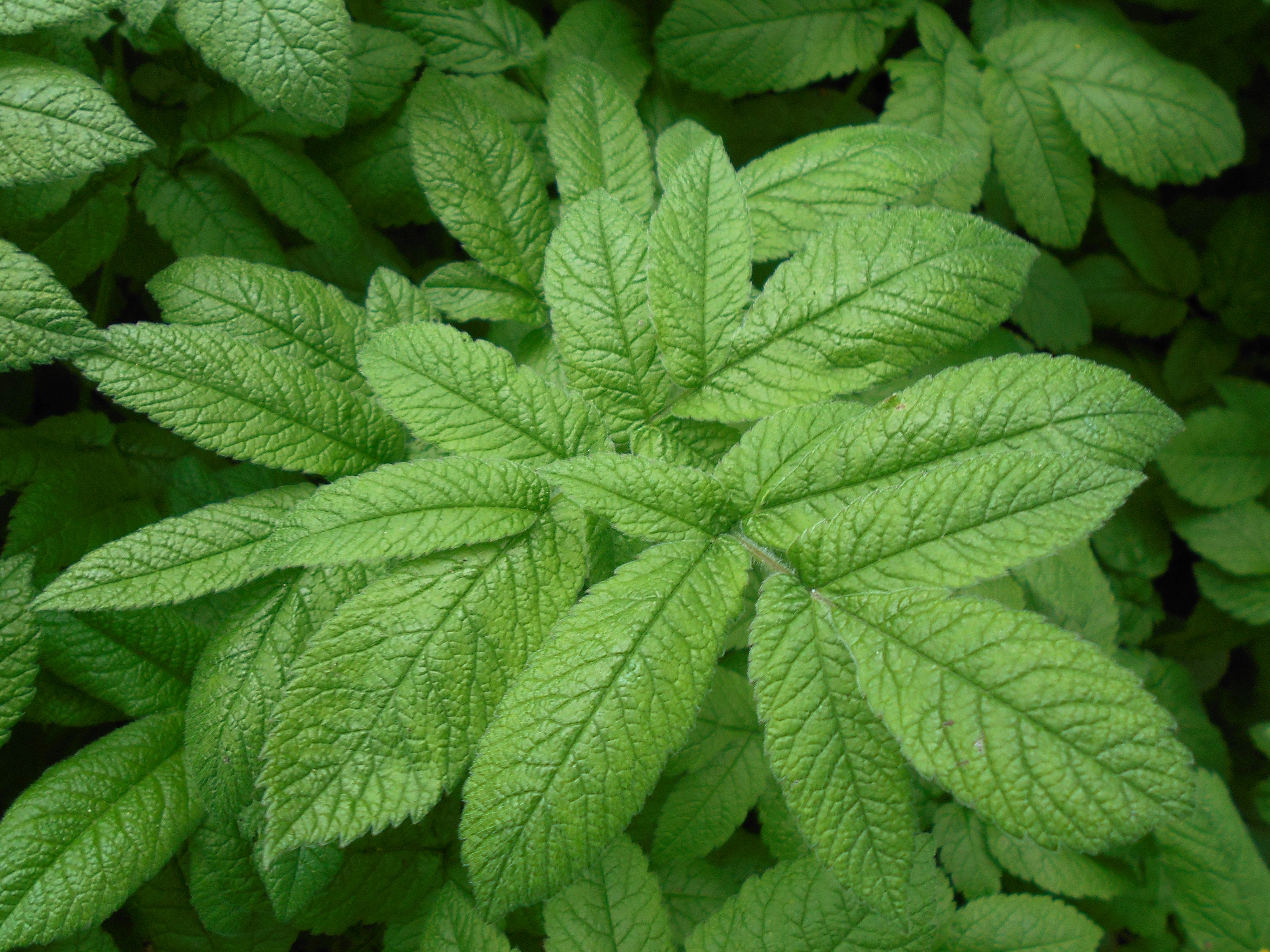
Листя
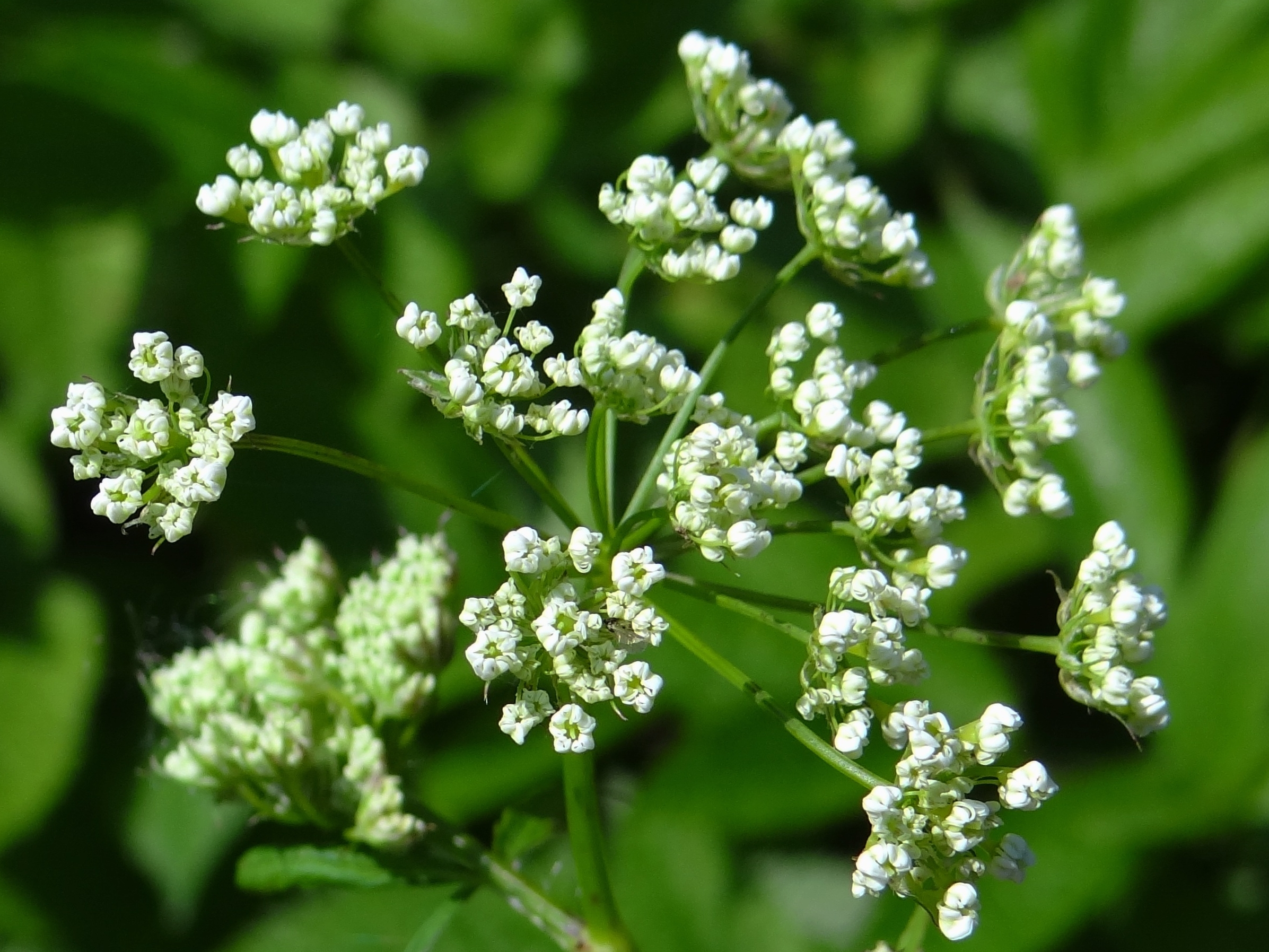
Суцвіття